# Ministerio de Salud Pública (Ecuador)
El Ministerio de Salud Pública de Ecuador es la cartera del Estado encargada de ejercer la rectoría, regulación, planificación, coordinación, control y gestión de la salud pública ecuatoriana.

## Historia
Fue creado el 16 de junio de 1968 por la Asamblea Nacional Constituyente y su primer ministro fue el doctor César Acosta Vásquez. Al momento de su creación, Ecuador era el único país de América que aún no contaba con un ministerio de salud.